# Juda Pinhas
Juda Löw Pinhas (auch: J. L. Pinchas; * 1727 in Lehrberg; † 23. November 1793 in Ansbach) war ein deutscher Miniaturmaler.

## Leben

### Frühe Jahre
Juda Löw Pinhas war ein Sohn des Samuel Pinhas, ein „Abschreiber“ und Kalligraph Heiliger Schriften. Vermutlich durch die Tätigkeit seines Vaters bedingt, befasste sich Juda Löw bereits früh mit der Kalligraphie und Handzeichnungen. So fertigte er im Alter von 13 Jahren eine bebilderte Handschrift des Buchs Esther an, das die Aufmerksamkeit von Kunstkennern auf sich zog. Bald konnte der Vater weitere von seinem Sohn geschriebene und mit Bildern versehene Schriften gewinnbringend veräußern. Über einflussreiche Ansbacher Juden, darunter den Hoffaktor Löw Israel, erhielt Markgraf Karl Wilhelm Friedrich Kenntnis von Juda Pinhas Begabung und dieser sollte dem Fürsten eine Probe seines Könnens vorlegen.
Daraufhin gestaltete Pinhas 1747 eine Haggada mit reichen figürlichen Darstellungen (die sogenannte Ansbacher Haggada, eines der wichtigsten Werke Pinhas). Der Markgraf zeigte sich von den künstlerischen Abbildungen begeistert, war aber des Hebräischen nicht mächtig, sodass er die Schrift durch den Ansbacher Stadtpfarrer und Orientalisten Johann Jacob Rabe übersetzen ließ und dieser eine Beurteilung über den Inhalt abgeben sollte. Rabe erkannte die vorzügliche graphische Leistung dieser Arbeit, woraufhin der Markgraf die Haggada in Leder binden und in seine fürstliche Bibliothek bringen ließ. Der junge Künstler wurde mit 150 Gulden entlohnt, was eine besondere Anerkennung durch Karl Wilhelm Friedrich darstellte.
Um sich in der Miniaturkunst weiterzubilden, begab sich Juda Pinhas auf Reisen, denn in der Ansbacher Gegend war bereits 1744 Johann Carl Zierl verstorben, der auch Porträtminiaturen anfertigte. Pinhas soll sich zunächst in Mecklenburg, am Schweriner Hof, aufgehalten haben. Auf Grund stilistischer Ähnlichkeiten wird des Weiteren angenommen, Pinhas habe anschließend beim Hofminiaturisten Friedrichs II., Anton Friedrich König, gelernt oder zumindest dessen Werke intensiv studiert.

### Hofmaler in Ansbach und Bayreuth
Vermutlich um 1749/50 wieder nach Ansbach zurückgekehrt, wurde er dort mit einem Jahresgehalt von 200 Gulden zum Hofmaler ernannt. Diese Tätigkeit war allerdings nur von kurzer Dauer, zwischen 1751 und 1753 siedelte Pinhas nach Bayreuth über. Der Grund hierfür liegt in einem mehrere Jahre zurückliegenden Ereignis, da Pinhas als Jugendlicher „in Ansbach Zeuge geworden war, wie zwei Glaubensgenossen die grausamsten Behandlungen erdulden mußten.“ Diese waren im Zusammenhang mit dem von Neidern aus seinem Amt gedrängten und verhafteten Hoffaktor Isaac Nathan Schwabacher 1741 an den Pranger gestellt worden. In seiner Stellung als Hofmaler machte Pinhas wegen dieser Geschehnisse dem Markgrafen Vorhaltungen, woraufhin sich Karl Wilhelm Friedrich „gekränkt fühlte“. Pinhas fürchtete, „ein Opfer der sonderbaren Laune dieses Fürsten zu werden.“
In Bayreuth wandte sich Juda Pinhas an den dortigen Hofmaler, auf dessen Empfehlung hin er von Markgraf Friedrich III. 1753 mit einem Jahresgehalt von 400 Gulden zum „Zweiten Hofmaler“ ernannt wurde sowie einen markgräflichen Schutzbrief erhielt. Pinhas kehrte kurzzeitig nach Ansbach zurück, um dort die ebenfalls aus Lehrberg stammende Miadel Salomon († 1771) zu heiraten. Als das Paar nach Bayreuth zurückkehrte, bewilligte der Markgraf eine Gehaltserhöhung auf 800 Gulden und hatte während ihrer Abwesenheit ein „völlig möbliertes Haus“ für die Vermählten einrichten lassen. Aus der Ehe mit Miadel Salomon stammen drei Töchter und drei Söhne, darunter Salomon Pinhas, der später ebenfalls ein bekannter Miniaturmaler wurde.
Eine besondere Förderin fand Juda Pinhas in Elisabeth Friederike Sophie von Brandenburg-Bayreuth, deren Fürsprache er 1766 eine Reise an den Berliner Hof zu verdanken hat. Am dortigen Hof wurde Pinhas freundlich aufgenommen, der König ermöglichte eine Unterbringung im Haus des Bankiers Abraham Marcuse und ließ den Maler auf Kosten des Hofes koscher verpflegen. Der Aufenthalt in Berlin dauerte elf Monate, hierbei fertigte Pinhas unter anderem Miniaturbildnisse von Friedrich II., Heinrich von Preußen und Wilhelm V. von Oranien an. Das Angebot Friedrichs des Großen, wonach Pinhas dauerhaft in Berlin bleiben könne, schlug der Künstler aus und begab sich 1767 wieder nach Bayreuth. Die gute Verbindung zum preußischen Königshaus blieb allerdings weiterhin bestehen, so lud der in Karlsbad zur Kur weilende Heinrich von Preußen den Miniaturmaler zu sich ein, dort entstanden ebenfalls Porträts.

### Spätere Jahre
Auch nach dem Tod des Markgrafen Friedrich III. änderte sich nichts an Pinhas Stellung in Bayreuth. Mit der Personalunion Ansbachs und Bayreuths 1769 unter Alexander wurden nur Teile des Hofstaates nach Ansbach übernommen, darunter allerdings der Hofmaler Pinhas. Alexander beließ nicht nur dessen Gehalt, sondern ergänzte es (wie auch bei anderen Bediensteten) um Naturalien. In den Ansbacher Hofkalendern von 1770 bis 1790 wird Pinhas durchgehend als Hof-Miniaturen-Maler genannt. Der Ruf des Künstlers war längst weit über die Grenzen der Markgraftümer hinausgedrungen: Pinhas erhielt regelmäßig Aufträge von anderen Höfen, so holte beispielsweise Alexander Ferdinand von Thurn und Taxis ihn mehrfach nach Regensburg, ebenso der Fürst von Oettingen-Wallerstein an seinen Hof. Auch nachdem Ansbach und Bayreuth an Preußen gefallen waren, wurden Pinhas die bisherigen Bezüge in voller Höhe weitergewährt.
Das Werk Pinhas beschränkte sich auf die Porträtminiatur, Gemälde anderer Gattungen sind nicht bekannt. Pinhas „punktier[t]e seine Arbeiten mit außerordentlichem Fleiß“, fein getupft sind diese Punktflächen  „virtuos gegeneinander gesetzt oder ineinander übergehend.“ Pinhas brachte in seinen Miniaturen kleinste Details unter, die teilweise nur mit dem Vergrößerungsglas erkennbar sind. So ist bei einer Darstellung des betenden David, die diesen mit einem etwa 1 × 1 cm aufgeschlagenen Buch zeigt, in das Buch noch „ein großer Theil des zweiten Psalms geschrieben“, wie Johann Georg Meusel bei der Betrachtung von Pinhas Werken anmerkte.

## Werke (Auswahl)

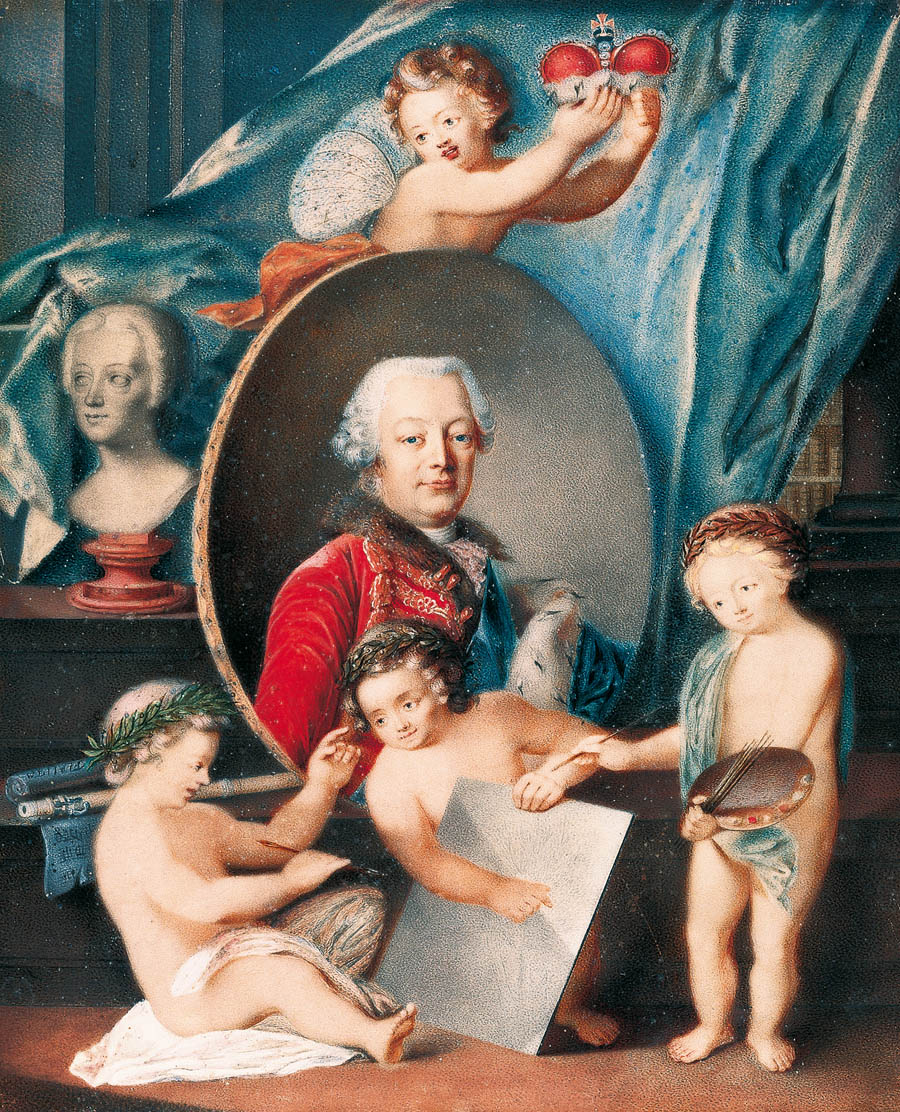
Allegorie auf Markgraf Friedrich III. als Förderer der Künste (ca. 1757)
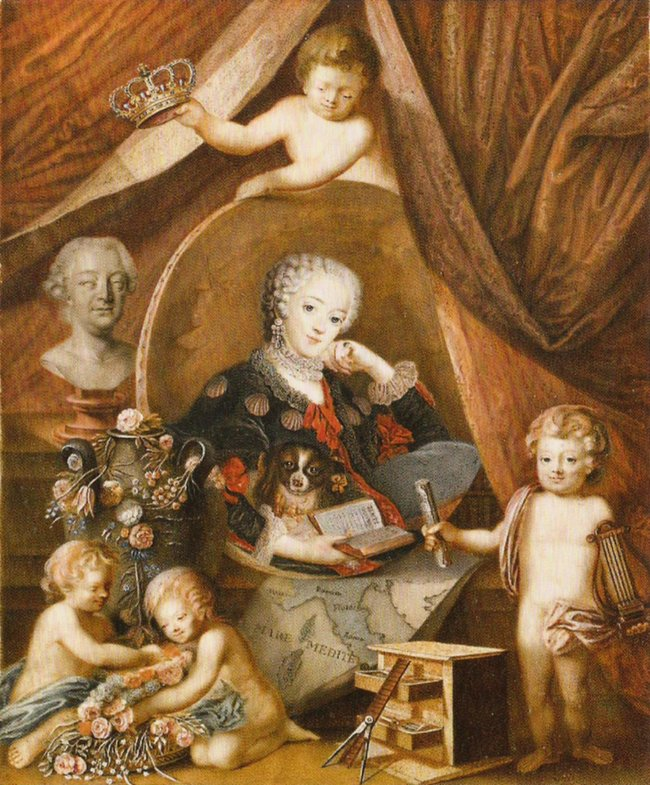
Allegorie auf Markgräfin Wilhelmine als Förderin der Künste (ca. 1757)
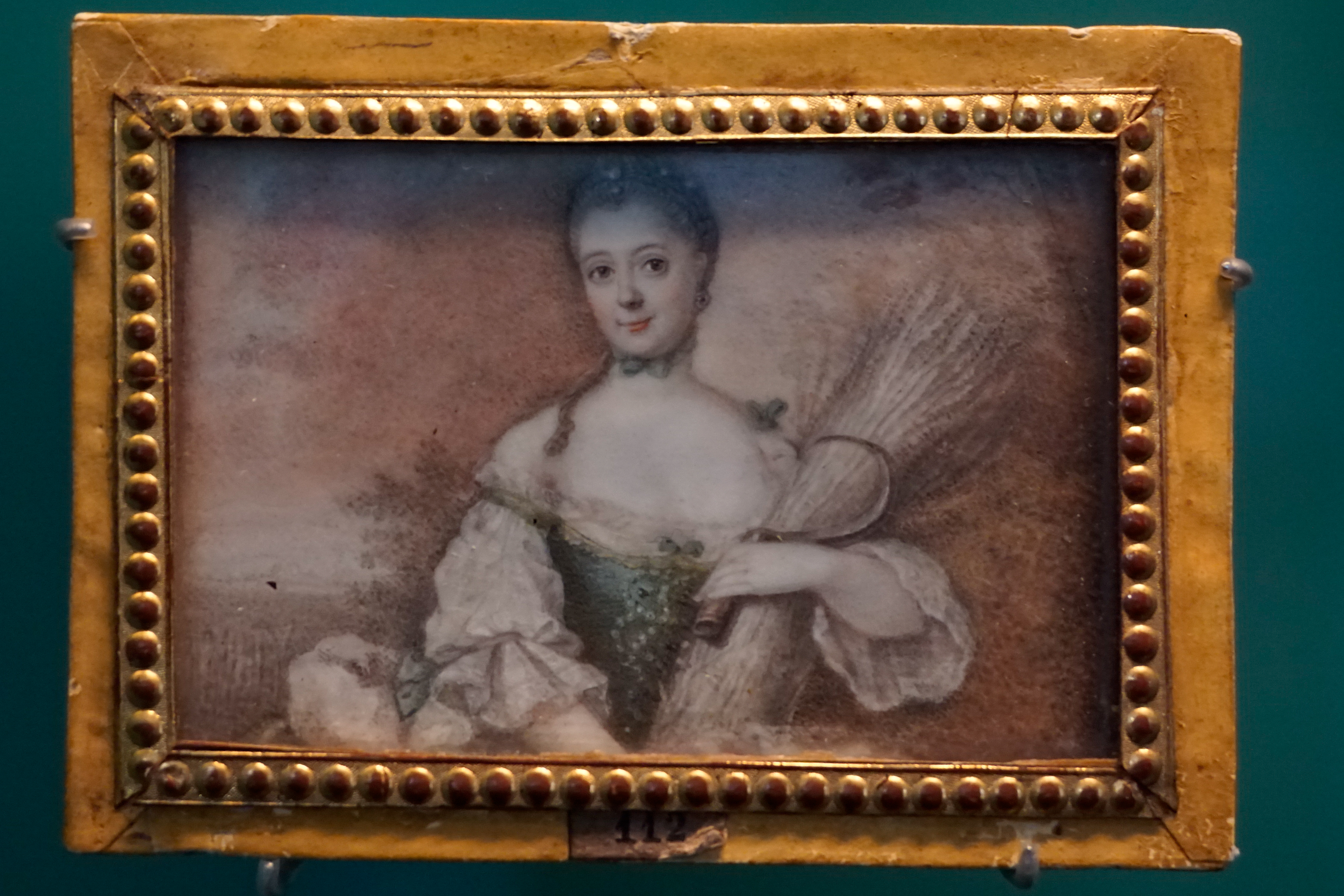
Porträt der Elisabeth Friederike Sophie von Brandenburg-Bayreuth, Herzogin von Württemberg
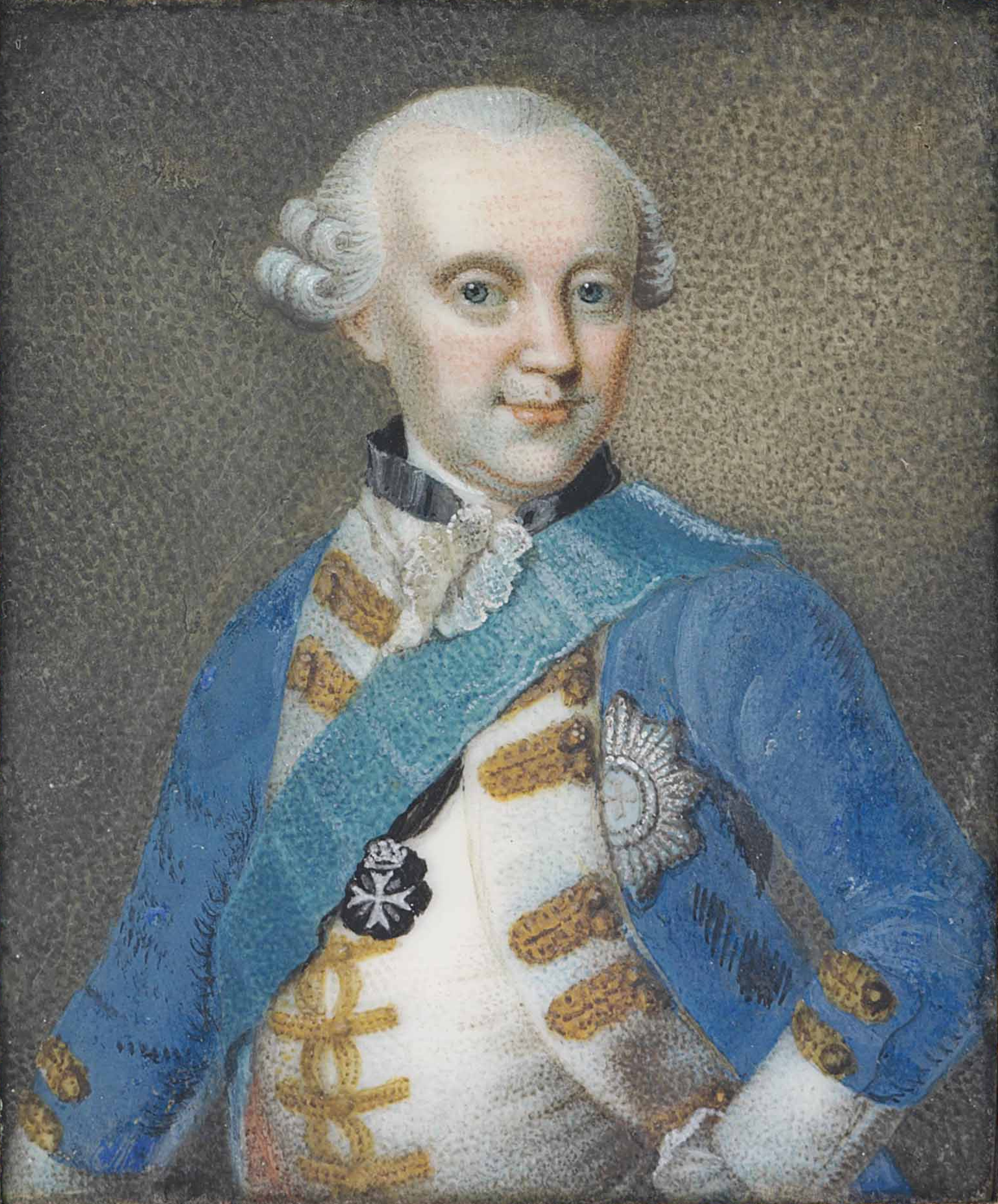
Porträt des Ferdinand von Braunschweig-Wolfenbüttel
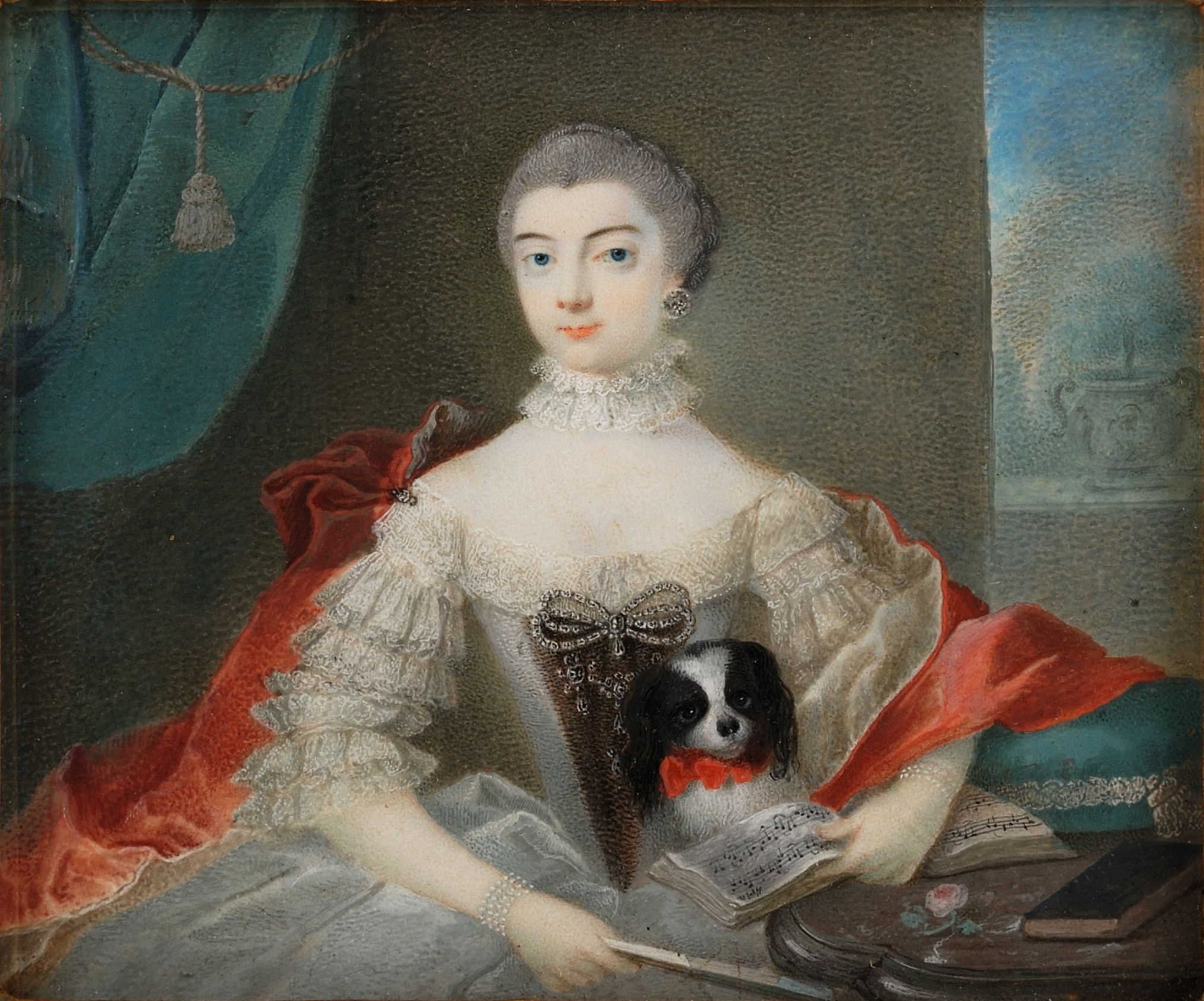
Dame mit kleinem Hund (ca. 1760)